# 名鉄DB45形ディーゼル機関車
名鉄DB45形ディーゼル機関車（めいてつDB45がたディーゼルきかんしゃ）は、かつて名古屋鉄道、名古屋臨海鉄道で運用されたディーゼル機関車である。
2輌（45・46）が運用されていた。

## 概要
日本輸送機が製造した小型のディーゼル機関車で、45は1960年（昭和35年）、46は1961年（昭和36年）に製造された。両者の違いは機関の種類（45が日野、46が振興）などである。また、46は総括制御機能を持っていた。
45は日本通運の私有機で、車籍は名古屋鉄道である。愛知県営側線で運用された。1965年（昭和40年）に愛知県営側線が名古屋臨海鉄道となると、車籍は名古屋鉄道から名古屋臨海鉄道に移り、主に汐見町線汐見町駅で入換業務を担当。1983年（昭和58年）に廃車された。
46は愛知製鋼の私有機で、車籍は名古屋鉄道である。常滑線聚楽園駅と愛知製鋼の間の専用線で使用され、1965年（昭和40年）に廃車された。